# Deaf Dumb Blind
Deaf Dumb Blind — дебютний студійний альбом шведського реп-метал гурту Clawfinger, випущений 21 квітня 1993 року. Альбом  розійшовся накладом понад 600 000 примірників по всьому світу і отримав схвальні відгуки у шведській пресі.

## Трек-лист
Всі пісні написані гуртом Clawfinger
1. «Nigger» — 3:47
2. «The Truth» — 4:12
3. «Rosegrove» — 4:02
4. «Don't Get Me Wrong» — 3:12
5. «I Need You» — 4:58
6. «Catch Me» — 4:39
7. «Warfair» — 3:48
8. «Wonderful World» — 2:40
9. «Sad to See Your Sorrow» — 5:18
10. «I Don't Care» — 3:11
11. «Get It» — 4:44 (Bonus Track)
12. «Profit Preacher» — 5:55 (Bonus Track)
13. «Stars & Stripes» — 3:52 (Bonus Track)

## Учасники запису
- Martin Beskow — фотографія
- Clawfinger — продюсер
- Björn Engelman — продюсер
- Stefan Glaumann — монтаж
- Lena Granefelt — фотографія, зйомка
- Jacob Hellner — продюсер
- Adam Kviman — інженер
- Per Kviman — A&R
- Sebastian Oberg — вокал, дизайн обкладинок
- Erlend Ottem — гітара
- Andre Skaug — бас
- Morten Skaug — ударні
- Jocke Skog — клавішні, бек-вокал
- Zak Tell — вокал, фронтмен
- Bård Torstensen — гітара, бек-вокал